# Parcs et espaces verts dans le borough londonien de Haringey
Le borough londonien de Haringey possède 240 ha de parcs et espaces verts. En 2015, 20 d'entre eux avaient reçu un Green Flag Award.  Jusqu'à leur dissolution en avril 2009, les parcs étaient surveillés par la Haringey Parks Constabulary.

## Liste des Parcs et espaces verts

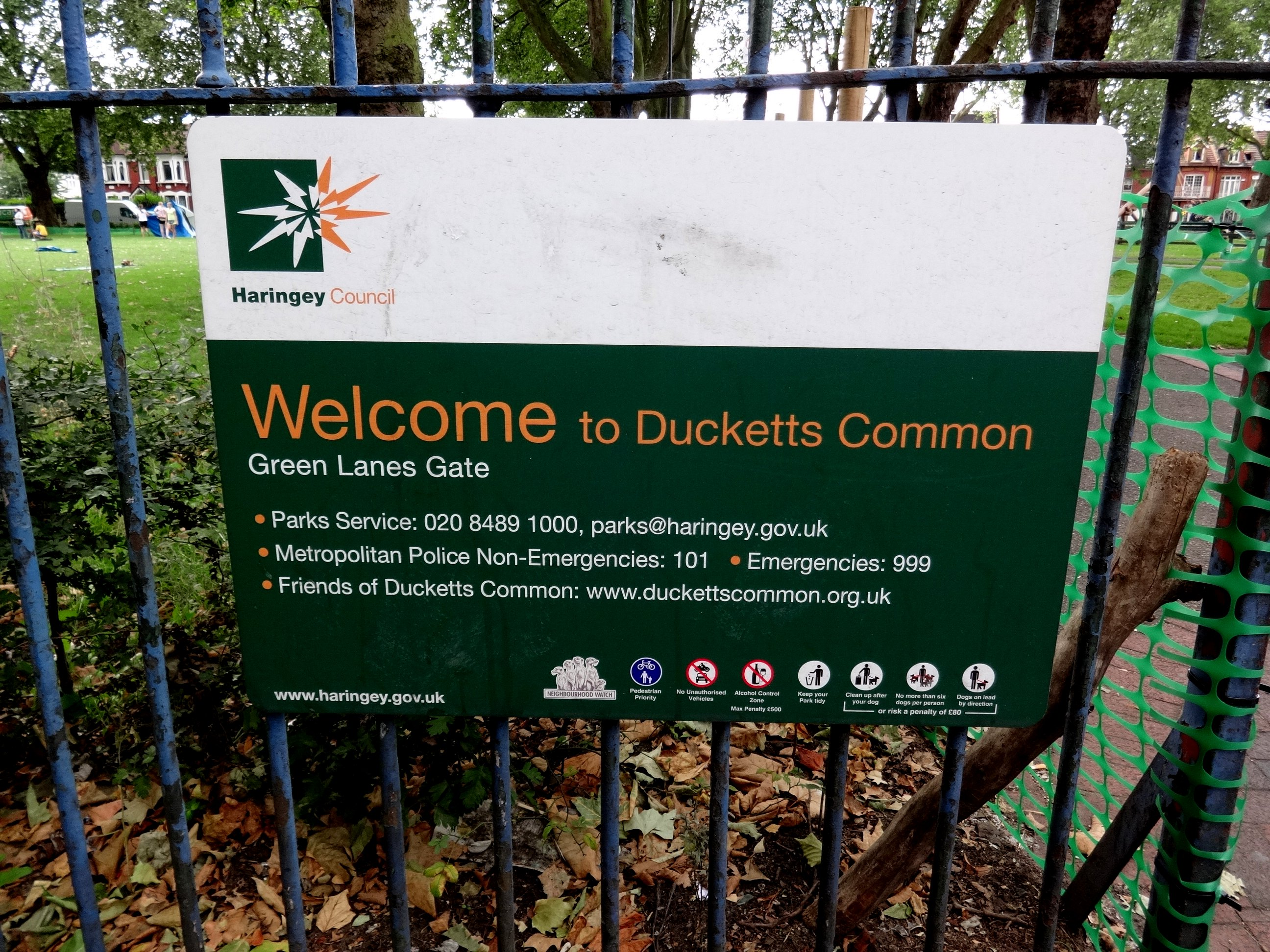
Panneau de signalisation placé par le Haringey council

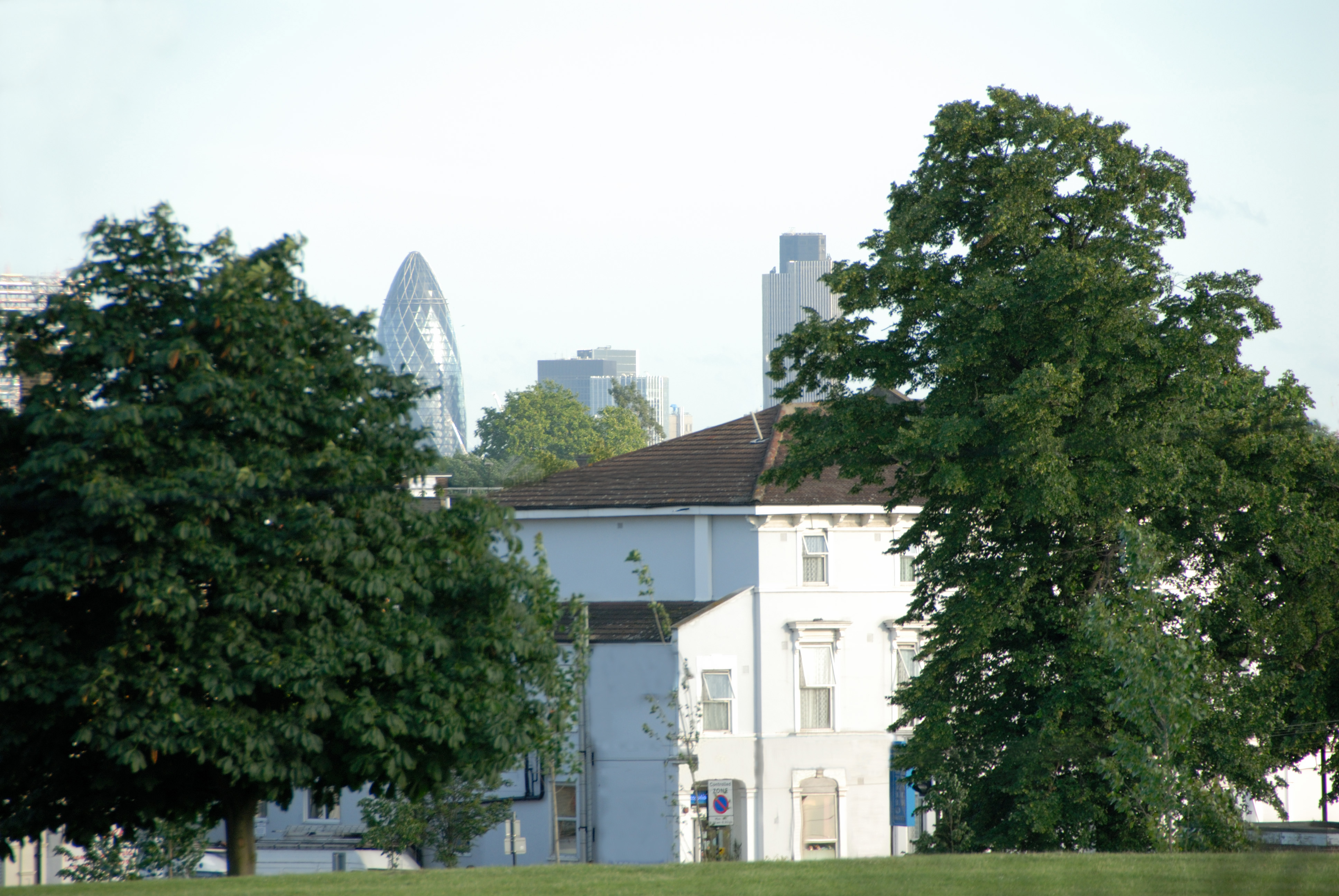
Vue de la City de Londres depuis Finsbury Park

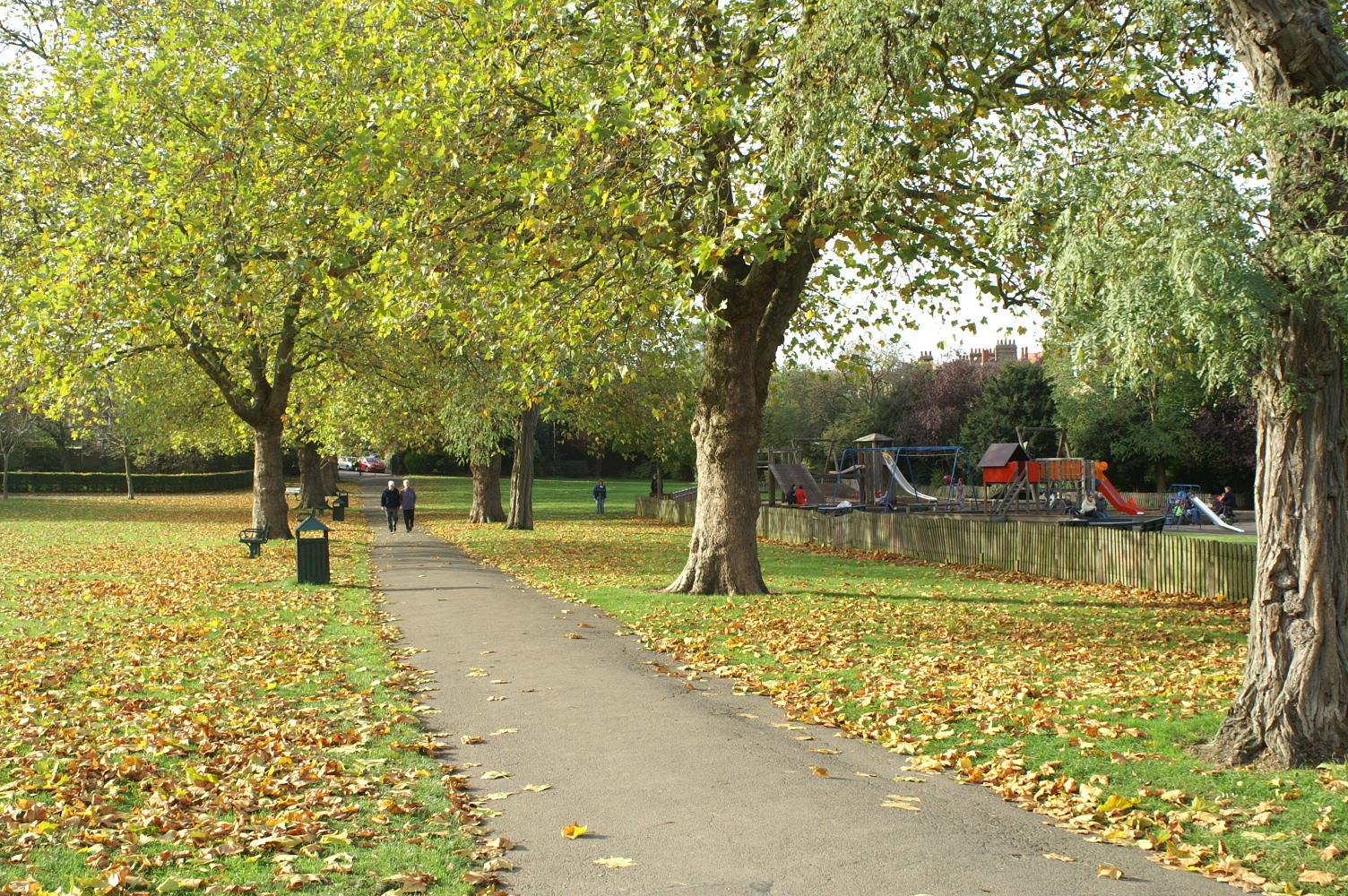
Priory Park, vers Abbeville Road

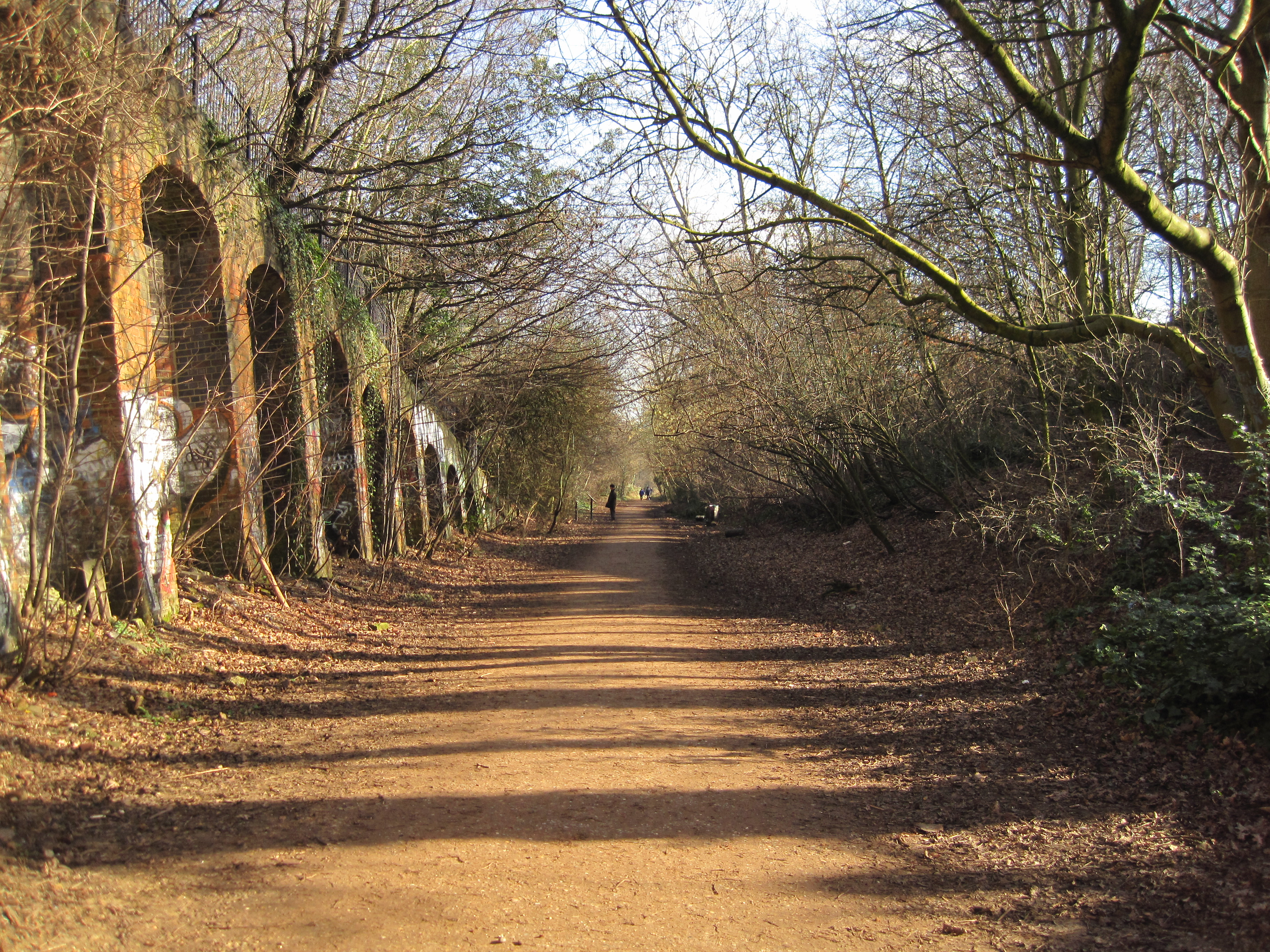
Parkland Walk suit le tracé d'un chemin de fer abandonné.

- Albert Road Recreation Ground
- Belmont Recreation Ground
- Bluebell Wood
- Bruce Castle Park
- Chapmans Green
- Chestnuts Park
- Coldfall Wood
- Downhills Park
- Down Lane Park
- Ducketts Common
- Fairland Park
- Finsbury Park
- Granville Road Spinney
- Hartington Park
- Lordship Recreation Ground
- Manchester Gardens
- Markfield Park
- Muswell Hill Playing Fields
- The Paddock
- Paignton Park
- Priory Park
- Railway Fields
- Russell Park
- Stanley Road Open Space
- Stationers Park
- Wood Green Common
- Woodside Park

### Réserves naturelles locales
Haringey Council gère trois réserves naturelles locales.
- Parkland Walk (gestion conjointe avec le Islington council[2]).
- Queen's Wood
- Railway Fields

### Parcs non entretenus par le Haringey Council
- Highgate Wood géré par la Corporation of London.
- Marais de Tottenham géré par la Lee Valley Regional Park Authority (à laquelle contribue financièrement le Haringey Council)[3]).
- Alexandra Park qui est maintenu par Alexandra Palace[1].